# Гаррі Кларк
Гаррі Кларк (англ. Harry Clark; 17 березня 1889 року, Дублін — 6 січня 1931 року, Кур) — ірландський художник, книжковий ілюстратор і автор вітражів,

## Біографія
Гаррі Кларк (Harry Clark) народився 17 березня 1889 року в родині майстра Joshua Clarke, з раннього віку захоплювався мистецтвом. Закінчив Belvedere College в Дубліні, потім навчався мистецтву створення вітражів в Dublin Art School. Після його закінчення переїхав в Лондон, де почав займатися книжковою ілюстрацією. У співпраці з лондонським видавництвом Harrap працював над двома циклами, які так і не були ним закінчені, — ілюстрації на знамениту «Поему про старого моряка» Семюела Колриджа, робота над якими була перервана ірландським Пасхальним повстанням 1916 року, і малюнки до поеми Олександра Поупа.
У 1916 році Кларком були намальовані ілюстрації до казок Андерсена, потім до оповідань Едгара По. Перше видання «Tales of Mystery and Imagination by Poe, illustrated by Harry Clarke» датується 1923 роком.
Після смерті батька, Гаррі і його братові Волтеру відійшла в спадок майстерня по виготовленню вітражів, де Кларк створив більше 130 вітражних вікон. Саме ця робота була його основним зайняттям, залишаючи на ілюстрацію не так багато часу. На жаль, здоров'я обох братів було підірване хворобою, а також шкідливими речовинами, що використалися ними при створенні вітражів, обоє вони померли впродовж одного року. Гаррі Кларк помер у 1931 році майже відразу після свого брата, від туберкульозу.

## Палітра художника
Гаррі Кларк був вірний старим традиціям, при цьому намагався їх перевтілювати. Концепти усіх персонажів сучасності значною мірою побудовані на ілюстраціях тих часів, в першу чергу на образах Кларка. Стиль його графіки нагадує роботи Бердслея. Сучасні фентезійні ілюстратори черпають ідеї з творчості цього генія. Його стиль унікальний і пізнаваний — тонкі, ювелірні роботи в славній гравюрній техніці із чітко виведеними деталями. Він майстерно відображає похмурі настрої ілюстрованих творів. Підкреслює особливості характерів головних персонажів за допомогою міміки і дрібних деталей одягу. Автор використовує монохромні колірні рішення, але у нього є і кольорові ілюстрації, проте усі вони забарвлені переважно в пастельні тони. Велика кількість деталей знову відносить нас до середньовічних мотивів, Гаррі Кларк продовжує гравюрні тенденції Західної Європи, вносячи свої характерні стильові особливості.
Ілюстратор Гаррі Кларк оформив видання книги Едгара По «Tales of Mystery and Imagination», яка вийшла в 1923 році.

## Твори
- Вітражі Королеви (Сінг, Кларк) на вірші Джона М. Сінга.
- Каррікмакросс